# Luci Rammi
Luci Rammi (en llatí Lucius Rammius) va ser un dirigent de la ciutat de Brundusium al segle ii aC.
Acostumava a rebre els generals romans i als ambaixadors estrangers. Es diu que Perseu de Macedònia el va tractar de convèncer d'enverinar als generals romans, però Rammi va revelar la proposta al legat Gai Valeri i després al senat romà. Perseu ho va negar en una ambaixada al senat, i va mantenir que havia estat només un invent de Rammi.